# Reinoso
Reinoso település Spanyolországban, Burgos tartományban. Reinoso Galbarros, Briviesca, Prádanos de Bureba és Castil de Peones községekkel határos. Lakosainak száma 18 fő (2024).

## Népesség
A település népessége az utóbbi években az alábbiak szerint változott:
| Lakosok száma | 23   | 22   | 17   | 15   | 14   | 11   | 12   | 15   | 15   | 18   |
|               | 2001 | 2004 | 2006 | 2009 | 2011 | 2014 | 2016 | 2019 | 2021 | 2024 |